# Gmina Koczała
Die Gmina Koczała ist eine Landgemeinde im Powiat Człuchowski der Woiwodschaft Pommern in Polen. Die Landgemeinde umfasst eine Fläche von 222,4 km² und hat etwa 3400 Einwohner. Ihr Sitz ist das gleichnamige Dorf (deutsch Flötenstein; kaschubisch Kòczała) mit mehr als 2100 Einwohnern.

## Geographische Lage
Die Landgemeinde liegt in der Landschaft Westpreußen an der Grenze zu Hinterpommern, etwa zehn Kilometer südöstlich von Miastko (Rummelsburg). 67 % der Gemeindefläche sind Wald- und Forstgebiete. Die Gemeinde reicht im Nordwesten an die Grenze zur Woiwodschaft Westpommern und ihre Ostgrenze bildet die ehemalige Grenze des Deutschen Reichs zum Polnischen Korridor. Durch das östliche Gemeindegebiet fließt die Brahe (poln. Brda), im westlichen die Hammelfließ (poln. Ruda).
Nachbargemeinden der Gmina Koczała sind:
- Miastko (Rummelsburg), Przechlewo (Prechlau) und Rzeczenica (Stegers) im Powiat Człuchowski,
- Lipnica (Liepnitz) im Powiat Bytowski und
- Biały Bór (Baldenburg) im Powiat Szczecinecki der Woiwodschaft Westpommern.

## Gliederung
Die Landgemeinde Koczała wird aus 30 Ortschaften gebildet, die sieben Dörfern mit Schulzenämtern zugeordnet sind.
Schulzenämter
| - Bielsko (Bölzig) - Koczała (Flötenstein) - Łękinia (Lanken) - Pietrzykowo (Groß Peterkau) | - Starzno (Starsen) - Trzyniec (Steinforth) - Załęże (Flemmingsort) |

Weitere Ortschaften
Adamki (Adamshof), Bryle (Brill), Ciemino, Dymin (Diemen), Działek (Grenzort), Dźwierzeński Młyn, Dźwierzno (Darsen), Kałka, Niedźwiady (Bäreneiche), Niesiłowo, Ostrówek (Engsee), Pietrzykówko (Klein Peterkau), Płocicz (Hammer), Podlesie (Kreschenbruch), Potoki (Pothaken), Stara Brda (Altbraa), Stara Brda Pilska (Altbraa Schneidemühl), Strużka (Seedorf), Świerkówko (Schwanenbruch), Wilkowo (Hundeschwanz), Zagaje (Stillort), Zapadłe (An der Ketelmesse) und Żukowo (Fuchsbruch).

## Verkehr
Die Gmina Koczała liegt verkehrsmäßig abgelegen. Koczała ist über eine Nebenstraße zu erreichen, die bei Piaszczyna (Reinwasser) an der Landesstraße DK 20 (Stargard – Gdynia) abzweigt Die nächste Stadt ist Miastko.
Eine Bahnanbindung besteht seit 1992 nicht mehr. Damals wurde die 1902 erbaute Bahnstrecke Człuchów–Słosinko von Człuchów (Schlochau) über Przechlewo (Prechlau) bis Słosinko (Reinfeld) mit Weiterfahrt bis Miastko stillgelegt.